# 阿南德·萨蒂亚南德
阿南德·萨蒂亚南德爵士（Anand Satyanand，1944年7月22日—，GNZM，QSO，KStJ） ，新西兰律师、法官和调查员。他于2006年8月23日接任任满的前任总督西尔维亚·卡特赖特，出任新西兰第19任总督。
他生长在奥克兰一个印度-斐济家庭，祖辈是印度人，移民斐济，到萨蒂亚南德父辈迁居新西兰。1970年毕业于奥克兰大学，获法学学士学位。此后从事律师职业，1982年他被任命为地方法院法官，随后在1995年被任命为政府廉政官（监察员，两个五年的任期），近年致力于司法改革和法学教育，成效显着。
| 前任： 西尔维亚·卡特赖特 | 新西兰总督 2006年8月23日-2011年8月31日 | 繼任： 傑瑞·馬特巴瑞 |